# اوكسابامبا
اوكسابامبا (بالإنجليزية: Oxapampa)‏ هي مدينة، تتبع إقليم باسكو، هي عاصمة Oxapampa province ‏، وOxapampa District ‏.

## مدن توأم
المدن التوأم:
- Colonia Tovar [الإنجليزية]‏.